# Medasina heliomena
Medasina heliomena là một loài bướm đêm trong họ Geometridae.